# جاكوب إردمان
جاكوب إردمان هو محامي وقاضي وسياسي أمريكي، ولد في 22 فبراير 1801 في بنسيلفانيا في الولايات المتحدة، وتوفي بنفس المكان في 20 يوليو 1867. نشط حزبياً في الحزب الديمقراطي. وقد انتخب عضو مجلس نواب بنسيلفانيا ‏ وانتخب عضو مجلس النواب الأمريكي ‏.